# Turbocharged Stratified Injection
Twincharged Stratified Injection (съкратено TSI) е система на автопроизводителя Фолксваген за бензинови двигатели, при която се комбинира технологията FSI с „двойно захранване“ на горивната камера с въздух чрез комбинация от компресор и турбокомпресор.
От празен ход до обороти на двигателя от около 2400 об/мин работи компресорът. В обхвата от около 2400 до 3500 об/мин компресорът се включва само при необходимост, например при маневра за изпреварване. Налягането в този обхват се усилва и от турбокомпресора, включен последователно. От 3500 об/мин нагнетяването на цилиндрите с въздух се извършва само от турбокомпресора. По този начин се постига широк диапазон, в който двигателят осигурява максимален въртящ момент, което подобрява значително динамиката на превозното средство.